# Barrage de Jirau
Le barrage de Jirau est un barrage situé à l'ouest du Brésil sur le rio Madeira ; il alimente la centrale hydroélectrique de Jirau, d'une puissance de 3 750 mégawatts. A ce titre il détient le record mondial de puissance de production pour un ouvrage hydroélectrique au fil de l'eau. La construction de cet ensemble, d'un budget de 5,3 milliards de dollars, est liée à une concession d'exploitation de 35 ans, détenue à 40 % par Eletrobras, à 40 % par Engie et à 20 % par Mitsui. 
Il fait partie, avec le barrage de Santo Antônio, du projet Madeira.
La construction du barrage a induit la création d'une ville nouvelle appelée Nova Mutum Paraná pour reloger les habitants qui se trouvaient dans l'emprise de l'ouvrage et de sa retenue. Cette ville nouvelle a une capacité d'hébergement de 6 000 habitants.

## Histoire
Le barrage de Jirau, dont la construction a débuté en 2008, est inauguré en décembre 2016 par son actionnaire majoritaire, Engie.

## Controverses
Le barrage de Jirau est contesté en raison de la corruption importante qu'il a suscité, ainsi que pour les atteintes à l'environnement qu'il entraîne, enfin pour l'utilisation douteuse de crédits carbone accordés par l'ONU. 